# Державна варта
Державна варта — департамент Міністерства внутрішніх справ Української Держави (Гетьманату).

## Історія створення
Державна варта була створена 18 травня 1918 року за постановою уряду Ф. Лизогуба у складі МВС. Правоохоронні служби Гетьманату тільки створювалися, при їх формуванні використовувався досвід попередніх органів. Усі функції державної безпеки та правопорядку були зосередженні у єдиному центральному органі, аналогом якого у Російській імперії був Департамент поліції. Тому завдання, функції і організаційна структура Державної варти повністю визначалися за статтями російського «Учреждения министерств» під заголовком «Департамент поліції». Згодом, у зв'язку зі створенням нових охоронних структур Української Держави (кордонні війська, митна служба, гетьманська служба безпеки, військова розвідка) коло повноважень ДВ звузилося.

## Функції
Діяльність Державної варти визначав ухвалений Радою Міністрів Статут «Про організацію Департаменту Державної Варти», який був затверджений гетьманом 13 серпня 1918. Згідно з цим Статутом Державна варта займалася такими справами: «1) попередження і запобігання злочинств і охорони громадської безпечності і порядку; 2) устрою установ Варти і догляду за їх діяльністю і за правильним провадженням справ в цих установах; 3) призначення, переміщення, увільнення і нагороди служачих Варти і призначення їм пенсій і інших законом встановлених грошових видатків; 4) охорони і спостереження за прикордонною смугою; 5) постачання чужоземцям свідоцтв на проживання у межах Української Держави і висилки чужоземців; 6) перевірення свідчень осіб, які іменують себе за кордоном українськими громадянами, про передачу в Україну українських громадян, які затримані за кордоном і обвинувачуються у ріжних злочинствах; 7) догляду за питними та трактирними закладами; 8) прийняття мір безпечності від огню і догляду за виготуванням, хороненням, торгівлею і перевозкою пороху і інших вибухових речей; 9) догляду за виконанням законів і правил відносно паспортів і про втікачів і 10) іншими, докладно зазначеними в відповідних частинах Збірника Зведених Законів і в особливих законах».
Фактично більшість функцій російського Департаменту поліції були у віданні ДДВ. Інші органи займалися справами про державні злочини, прикордонне сполучення, встановлення опіки в особливих випадках, затвердження статутів різних товариств та клубів і дозволу публічних лекцій, читань, виставок і з'їздів, а також про права на місце мешкання євреїв. Хоча найважливіші з цих справ перейшли до відання особливого відділу гетьманського Штабу, що виконував функції політичної контррозвідки, ними фактично займалися й відповідні відділи ДДВ: освідомчий і легітимаційний.

## Структура
В склад Державної варти входило шість органів таких видів: загальні, залізничні, карно-розшукові, освідомчі, кордонні, розвідувальні. Паралельно зі створенням департаменту як центрального органу управління Державною вартою формувалися місцеві установи. Державна варта загалом нараховували приблизно 60 тис. службовців.

## Допоміжні підрозділи
У якості допоміжних підрозділів використовувались дільничі комітети громадянської самооборони (на кшталт озброєної пізнішої ДНД), їх нижчі підрозділи — вуличні комітети отримуючи розпорядження держварти здійснювали заходи з охорони правопорядку. Втім їх ефективність була невисокою, як згадує один з очільників подібного комітету Всеволод Петрів: